# Монте-Сан-П'єтро
Монте-Сан-П'єтро (італ. Monte San Pietro) — муніципалітет в Італії, у регіоні Емілія-Романья,  метрополійне місто Болонья.
Монте-Сан-П'єтро розташоване на відстані близько 310 км на північ від Рима, 18 км на захід від Болоньї.
Населення — 11 029 осіб (2014).
Щорічний фестиваль відбувається 7 жовтня. 

## Демографія
Населення за роками:

Станом на 1 січня 2023 року в муніципалітеті офіційно проживало 746 іноземців з 61 країни, серед них 256 громадян країн Євросоюзу та 37 громадян України.

## Сусідні муніципалітети
- Вальзамоджа
- Марцаботто
- Монтевельйо
- Сассо-Марконі
- Цола-Предоза